# Burkhard Pape
Burkhard Pape (ur. 30 października 1932 w Magdeburgu, zm. 1 lutego 2024 w Pullach im Isartal) – niemiecki piłkarz, a następnie trener piłkarski.

## Kariera klubowa
W swojej karierze piłkarskiej Pape grał w takich klubach jak: Hannover 96, VfR Neumünster i FSV Frankfurt.

## Kariera trenerska
Po zakończeniu kariery piłkarskiej Pape został trenerem. Był selekcjonerem takich reprezentacji jak: Sierra Leone, Uganda, Egipt, Sri Lanka, Indonezja, Tajlandia, Papua-Nowa Gwinea, Tuvalu i Tanzania. Wraz z Egiptem zajął 4. miejsce w Pucharze Narodów Afryki 1976.